# تأملات در فلسفه اولی

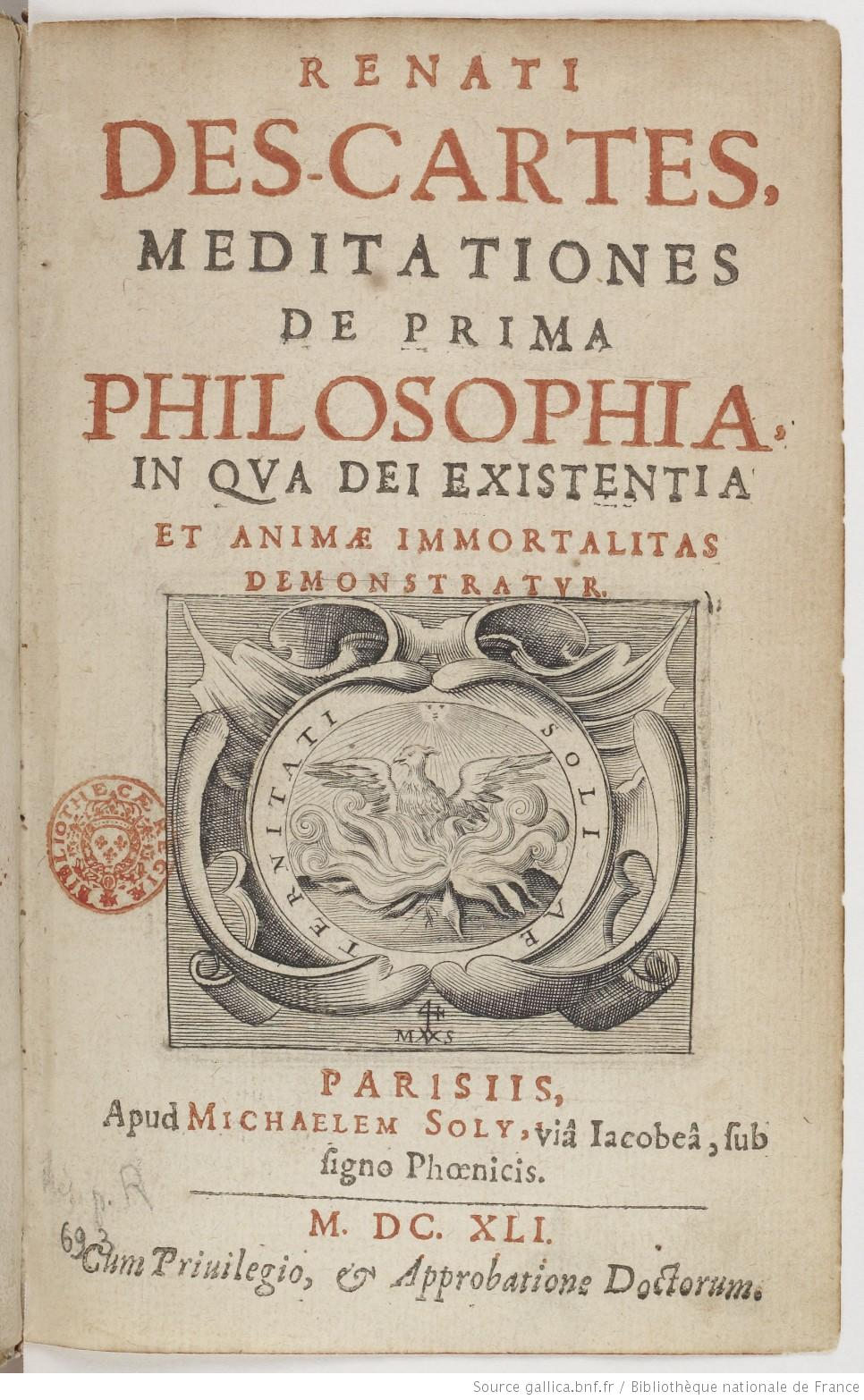

تأملات در فلسفهٔ اولیٰ (به لاتین: Meditationes de prima philosophia, in qua Dei existentia et animæ immortalitas demonstratur) نام کتابی از رنه دکارت است که در آن به شرح نظرات خویش راجع به وجود نفس، خدا و هستی پرداخته‌است. نسخه لاتین این کتاب در سال ۱۶۴۱ و ترجمه فرانسوی آن (توسط دوک لوینز با نظارت دکارت) در سال ۱۶۴۷ منتشر گردید. این کتاب را احمد احمدی به فارسی ترجمه کرده‌است.

## محتوا

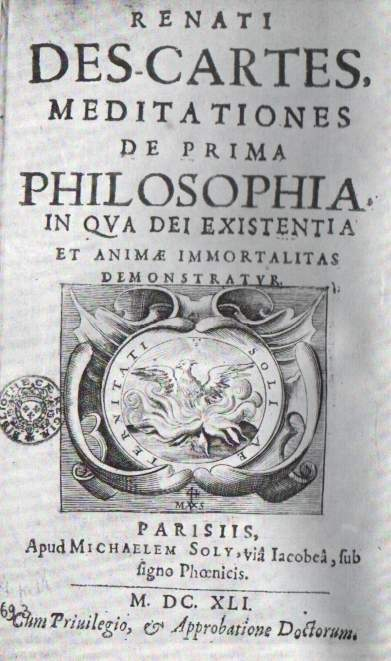
جلد کتاب "تأملات در فلسفه اولی" اثر رنه دکارت، شامل شش بخش تأمل درباره وجود خدا و جاودانگی روح.

کتاب شامل شش بخش یا تأمل می‌باشد که به شرح زیر است:
تأمل اول:در اموری که ممکن است مورد شک واقع شود (شک و مرزهای آن)
تأمل دوم:در ماهیت نفس انسان و در اینکه شناخت نفس از شناخت بدن آسان‌تر است (کوگیتو یا اثبات وجود نفس انسان)
تأمل سوم :دربارهٔ خداوند، و اینکه او وجود دارد (برهان خداشناسی)
تأمل چهارم:در حقیقت و خطا (قوه فاهمه و اختیار انسان و علت خطا)
تأمل پنجم:دربارهٔ ماهیت اشیای مادی و باز هم در اثبات وجود خداوند (اثبات ماهیت اشیا مادی توسط فاهمه یا ذهن انسان و در پی آن اثبات خدا)
تأمل ششم:در وجود اشیایی مادی و مغایرت حقیقی میان نفس و بدن انسان (اثبات وجود اشیای مادی و در ادامه ارتباط نفس و بدن)
این رساله به همت دکتر «احمد احمدی» به فارسی ترجمه شده‌است.